# Stanisław Chudzyński
Stanisław Chudzyński (ur. 21 marca 1924 w Wólce Wysokiej, zm. 9 grudnia 1992 w Warszawie) – polski działacz państwowy i partyjny, prawnik, doktor nauk prawnych, podsekretarz stanu w Ministerstwie Finansów (1984–1987).

## Życiorys
Syn Józefa i Marianny, pochodził z rodziny rolniczej. Do wybuchu wojny uczył się w Liceum Ogólnokształcącym im. Marszałka Stanisława Małachowskiego w Płocku, później ukończył warszawskie Liceum im. Stefana Batorego dla Pracujących. Od 1943 do 1945 referent w zarządzie gminnym w Słubicach, w 1945 przewodniczył tamtejszemu Związkowi Walki Młodych. Od 1945 do 1947 odbywał służbę wojskową w Warszawie, m.in. w kancelarii Mariana Spychalskiego. Następnie w latach 1947–1952 inspektor kontroli i naczelnik wydziału w Wojewódzkim i Stołecznym Komitecie Kultury Fizycznej w Warszawie. W 1952 ukończył studia prawnicze na Uniwersytecie Warszawskim, w 1963 doktoryzował się w zakresie prawa finansowego na Uniwersytecie Łódzkim. Autor publikacji naukowych z zakresu finansów, od 1986 członek Towarzystwa Naukowego Płockiego.
Od 1963 członek Zjednoczonego Stronnictwa Ludowego i jego Komitetu Naczelnego. Wieloletni urzędnik Ministerstwa Finansów (1952–1987), gdzie pracował na stanowiskach starszego radcy (1952–1966), kierownika stanowiska pracy (1966–1969) oraz dyrektora Departamentu Dochodów Państwa (1971–1984). Od czerwca 1984 do października 1987 pozostawał podsekretarzem stanu w tym resorcie.
Żonaty z Barbarą z domu Stańczak, mieli córkę i syna. Został pochowany na cmentarzu w Sannikach, w 2010 ekshumowany do pochówku na Cmentarzu Powązkowskim w Warszawie.

## Odznaczenia
Odznaczony m.in. Krzyżem Kawalerskim Orderu Odrodzenia Polski oraz Złotą Odznaka Honorową „Za Zasługi dla Warszawy”.